# Повінь у Венеції (1966)
Повінь 1966 року — безпрецедентне водопілля (акваальта) у Венеції.

## Опис
4 листопада 1966 року ненормальний підйом рівня води у річках і лагуні та значне посилення суворого вітру сироко спричинило повінь у Венеції, під час якої рівень води піднявся до позначки в 194 см. Венеція постійно потерпає від високої води (італ. aqua alta), яка часто затоплює вулиці. Проте ця повінь залишила тисячі венеційців без даху над головою і нанесла збитків на суму понад шести мільйонів доларів, що зробило її найгіршою павіддю в історії міста.
Три дні проливного дощу продовжувалось руйнування міста. На п'яцца Сан Марко вода перехожим досягала до плечей. Вулиці в історичній частині вкрив 50-сантиметровий шар води.
2000 венеційців змушені були залишити свої домівки, ще 1200 мешканців виїхали з Венеції назавжди. За іншими відомостями, бездомними залишилось 5000 осіб.
Венеція, яка залишилась ізольованою протягом 24 годин, виявилась абсолютно неготовою до такого типу надзвичайної ситуації. Понад 75 відсотків підприємств, крамниць і майстерень разом із товаром були або серйозно пошкоджені, або повністю знищені.
Потужний потоп розбив нафтові резервуари. Мазут змішаний з водою завдав великих збитків закладам, де зберігались витвори мистецтва. Зокрема постраждали або й зовсім пропали унікальні історичні документи Державного архіву Венеції.
У цей час від повені потерпали й інші італійські міста в Північній і Центральній Італії, такі як Тренто і Сієна. Найбільшої руйнації  повінь завдала Флоренції.